# 烏克蘭飲食

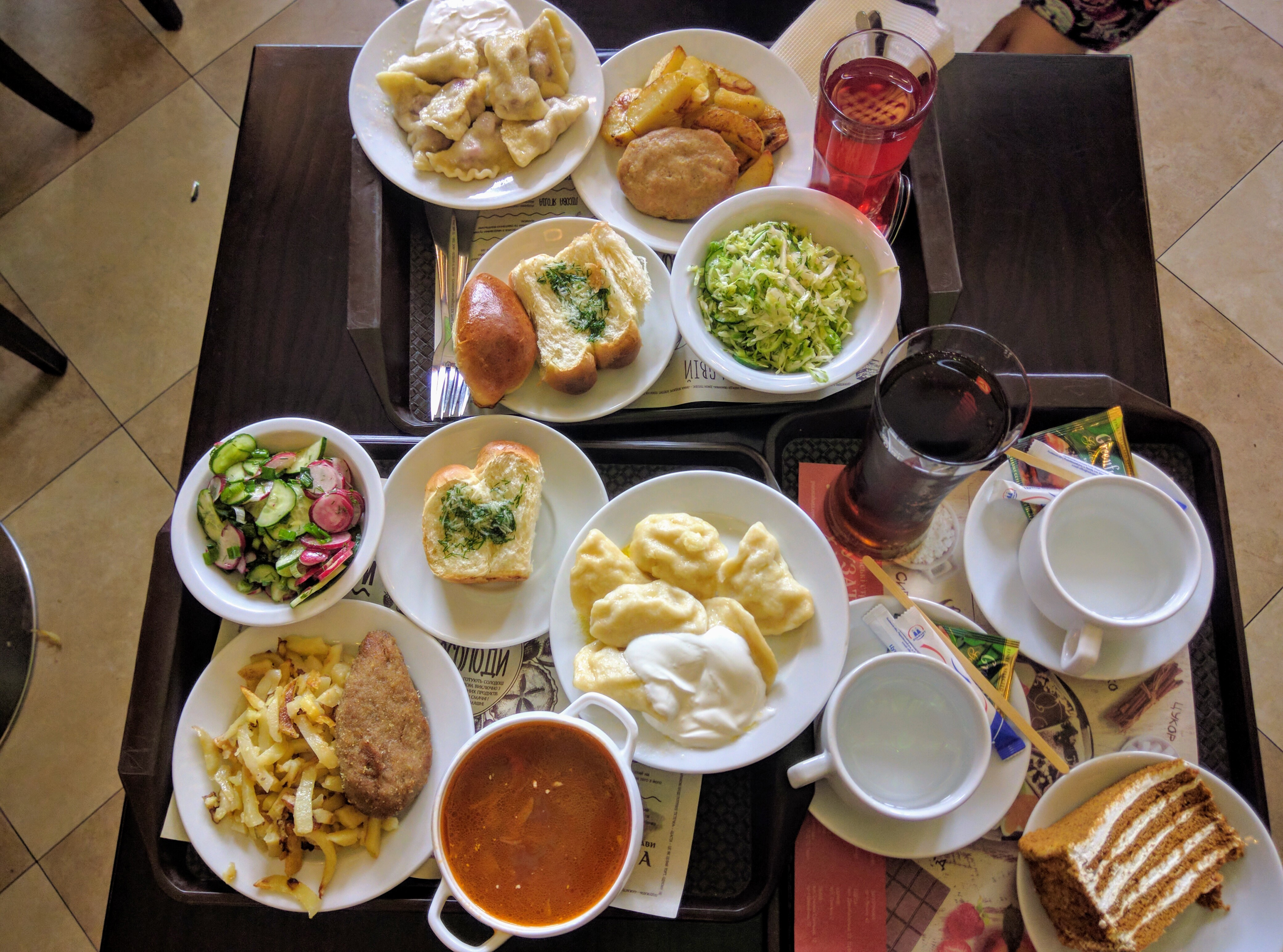
一桌傳統的烏克蘭菜

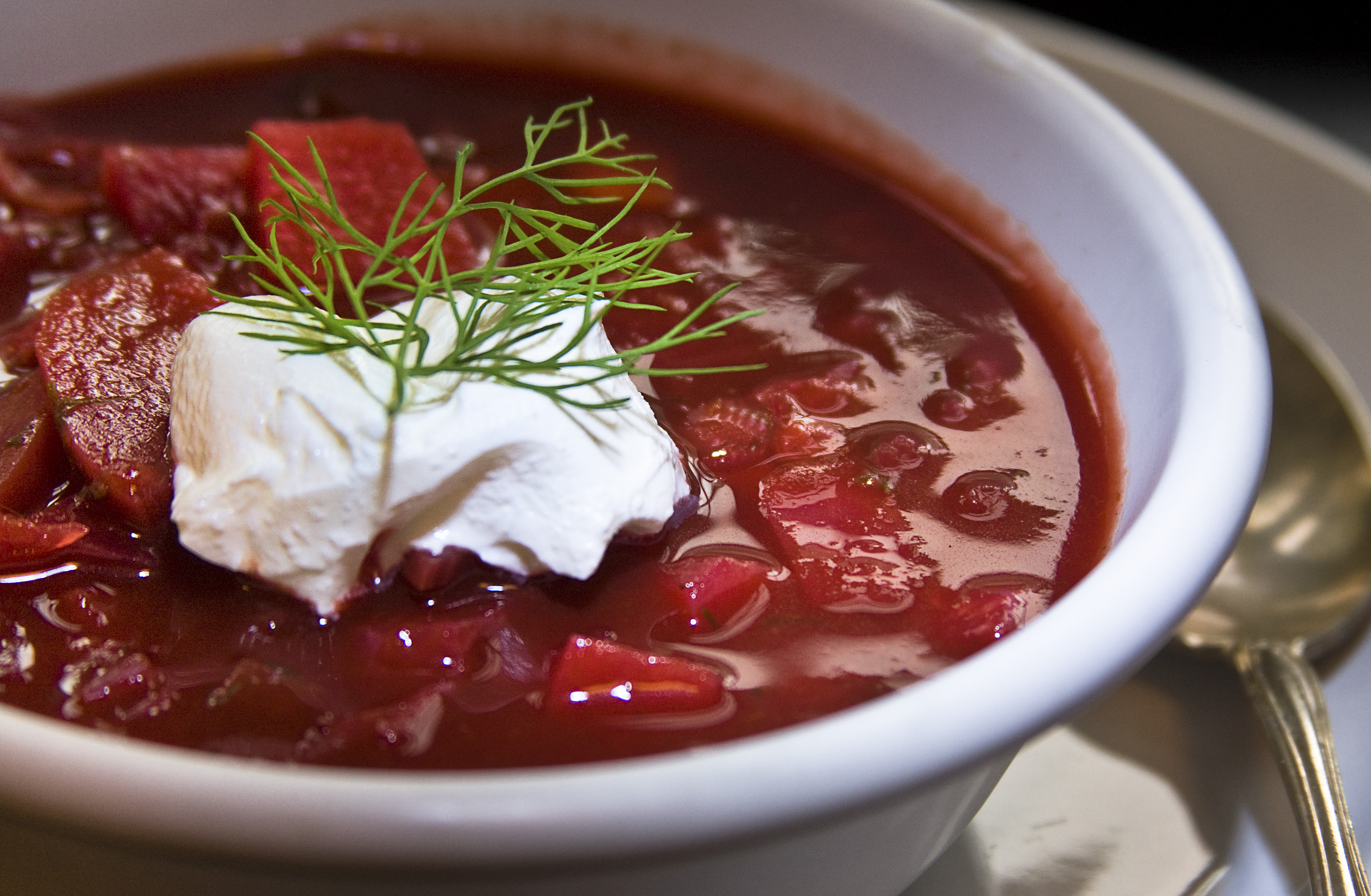
烏克蘭被譽為羅宋湯的發源地，和其它國家的羅宋湯比起來，烏克蘭的口味比較中庸，沒有過度的酸味、鹹味和奶油味

烏克蘭飲食（羅馬化：Ukrainska kukhnia），簡稱烏克蘭菜，指的是現代烏克蘭版圖內各個民族、時代、階級所創造的美食文化集合，屬於東斯拉夫和東歐飲食的一種。
烏克蘭本身土地肥沃，擁有全世界營養價值最高的黑鈣土，能在不施肥的狀態下滋養地球上大部份的植物，故烏克蘭又有“歐洲的麵包籃”或“蘇聯的穀倉”之稱。加上烏克蘭歷史上曾以基輔羅斯大公國統治俄羅斯的歐洲部份，又被維京人、波蘭、立陶宛、土耳其、蒙古人、俄羅斯、奧地利等外來政權支配，各種飲食文化交匯於此，使得烏克蘭的食品種類極為豐富。烏克蘭飲食著名的菜餚和飲料包括羅宋湯、雜伴湯、波蘭香腸、薩洛、俄國沙拉、波蘭餃子、克菲爾、基辅料理等。

## 特徵

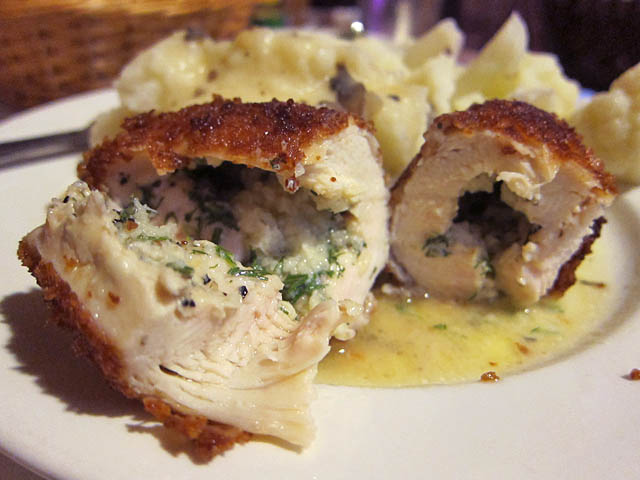
基辅鸡肉是由鸡肉卷香草黄油后，包裹蛋液和面包糠炸制而成。

烏克蘭菜以“人民菜”為最主要的形式，而不是舊統治階層的貴族菜，烏克蘭人認為其祖先是農民和遊牧民族，這些人最終成為了烏克蘭美食的最主要貢獻者，這導致了現代烏克蘭菜往往會考慮到實用性、飽腹感和營養均衡，而不是一味的追求美感或奢華性。
大多數烏克蘭菜都會使用穀物、蔬菜和肉類這三者的混合，並要至少要經過兩道以上漫長加熱工序，例如先炸再燒、先炒再燉、或先煮再烤等，這種簡單卻扎實的菜餚是烏克蘭菜和其它歐洲菜的最大區別。無論是帝俄或蘇聯等俄羅斯統治的時期，烏克蘭的肥沃土壤幾乎都被浪費在種植黑麥、小麥、馬鈴薯等穀物上，這種太過單一化的種植模式導致了烏克蘭長期以來都需要依賴進口才能維持食物平衡，除穀物外的農業技術也沒有得到很好的發展。烏克蘭獨立後，其食材產量已經有了飛躍性的提升，西部尤為卓越，烏克蘭政府積極學習法國、荷蘭及以色列的先進農業技術，成功培育了大量基本型的蔬菜（胡蘿蔔、花椰菜、洋蔥、玉米、豌豆、捲心菜、白蘑菇、大蒜、甜菜根、黃瓜、向日葵等）和水果（西瓜、蘋果、水梨、黃桃、櫻桃、哈密瓜、橘子、檸檬等）。在現代烏克蘭，食材能做到自給自足並大量出口，既使是住在偏遠地區的人也能在住家附近的超市或餐廳中輕鬆購買到各式蔬果。
- 三大特點：

1. 基本的味道和口感很濃郁，醬汁或湯呈現黏稠狀，酸味明顯。在蘇聯時代，魚類與肉類的料理比蔬菜料理要來的多得多，但烏克蘭獨立後因為注重健康飲食，所以湧現出大量新的蔬菜料理。
2. 一般的料理方法僅用輕柔的方式炒、炸、煎，之後就會家醬或者加湯煮，喜歡把食物爛燉至鬆軟開裂。沒什麼純油的料理，油類偏好使用向日葵所產的葵花籽油。
3. 主食為麵包，以黑麥麵包、白麵包、粗糧麵包為主，麵包的體積龐大、鬆軟，以趁熱吃的現烤麵包為佳。

目前烏克蘭最有名的國菜是羅宋湯，這道菜還傳至俄羅斯、白俄羅斯，甚至在亞洲的共產主義國家，作為一種有厚重酸奶油味道的紅色甜菜湯，每個家庭或餐廳對羅宋湯都有一套自己的獨特做法。另外比較有名的烏克蘭菜還有烏克蘭餃子和捲心菜包肉，這兩道菜受到眾多外國人的歡迎，並且在大多數東歐國家也有類似的菜，證明了東歐飲食在許多方面是共通的，它們都來自於蒙古西征歐洲時所留下的遺產。幾個世紀以來，一直有大量的烏克蘭人不堪忍受東歐的貧窮戰亂，於是移民至西歐或者美加澳等國，例如有超過一百萬的加拿大公民就是烏克蘭裔的，有些像阿根廷、巴西一樣的多元族群國家，它們的烏克蘭裔居民由於移民時間很久，所以已經把烏克蘭菜融入到了當地的文化之中。

## 烏克蘭的代表美食

### 湯

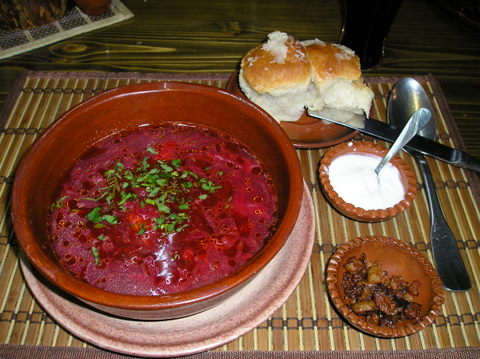
烏克蘭的其中一種羅宋湯

- 羅宋湯：是一種典型的斯拉夫蔬菜湯，烏克蘭的版本主要由紅色的甜菜做成，還有捲心菜、馬鈴薯、蕃茄、胡蘿蔔、洋蔥、大蒜和蒔蘿製成。光是烏克蘭境內的主流羅宋湯，就有30個以上的不同食譜，如果把全世界的羅宋湯加起來，則會有上百個版本。在烏克蘭西部地區，羅宋湯可以作為肉、魚的醬汁使用，或者成為炸物的燒醬[5][6] 。
- 酸醬草湯（Zelenyj borshch）：也可寫為“綠羅宋湯（shchavlevyj borshch）”，以白開水水或肉湯為基礎，加入大量酢漿草和各種黃綠色蔬菜，想吃豪華版的話可以再加入切碎的煮雞蛋和酸奶油。請注意，“綠羅宋湯”一詞並不意味著它是羅宋湯的綠色版本，酸醬草湯中加不加甜菜都無所謂。
- 捲心菜湯（Kapusnyak）：以捲心菜和薄片豬肉為主的糖，還會加入草莓、豆子做的湯，佐以smetana（酸度極高的奶油）。
- 醃黃瓜湯(Rosolnyk) ：做法和捲心菜湯一樣，只不過將捲心菜替換成了醃黃瓜，這道菜不僅在烏克蘭本土，在美國、加拿大、阿根廷也非常常見。
- 定居者湯（Solyanka）：綜合了羅宋湯、酸醬草湯、捲心菜湯和醃黃瓜湯的食材，一道總匯型、什錦型的糖，用肉塊、魚肉塊、蘑菇塊以及各種蔬菜和泡菜製成，加花椰菜尤為佳，口感濃稠又酸辣，可以作為開胃菜或主食。
- 清魚湯（Yushka）：顧名思義，由各種魚類綜合而成的清湯，口味清淡，但也可以加入各種調味料來增加風味，常見的魚有鯉魚、鯛魚、鯰魚、北梭魚等。

### 沙拉和開胃菜

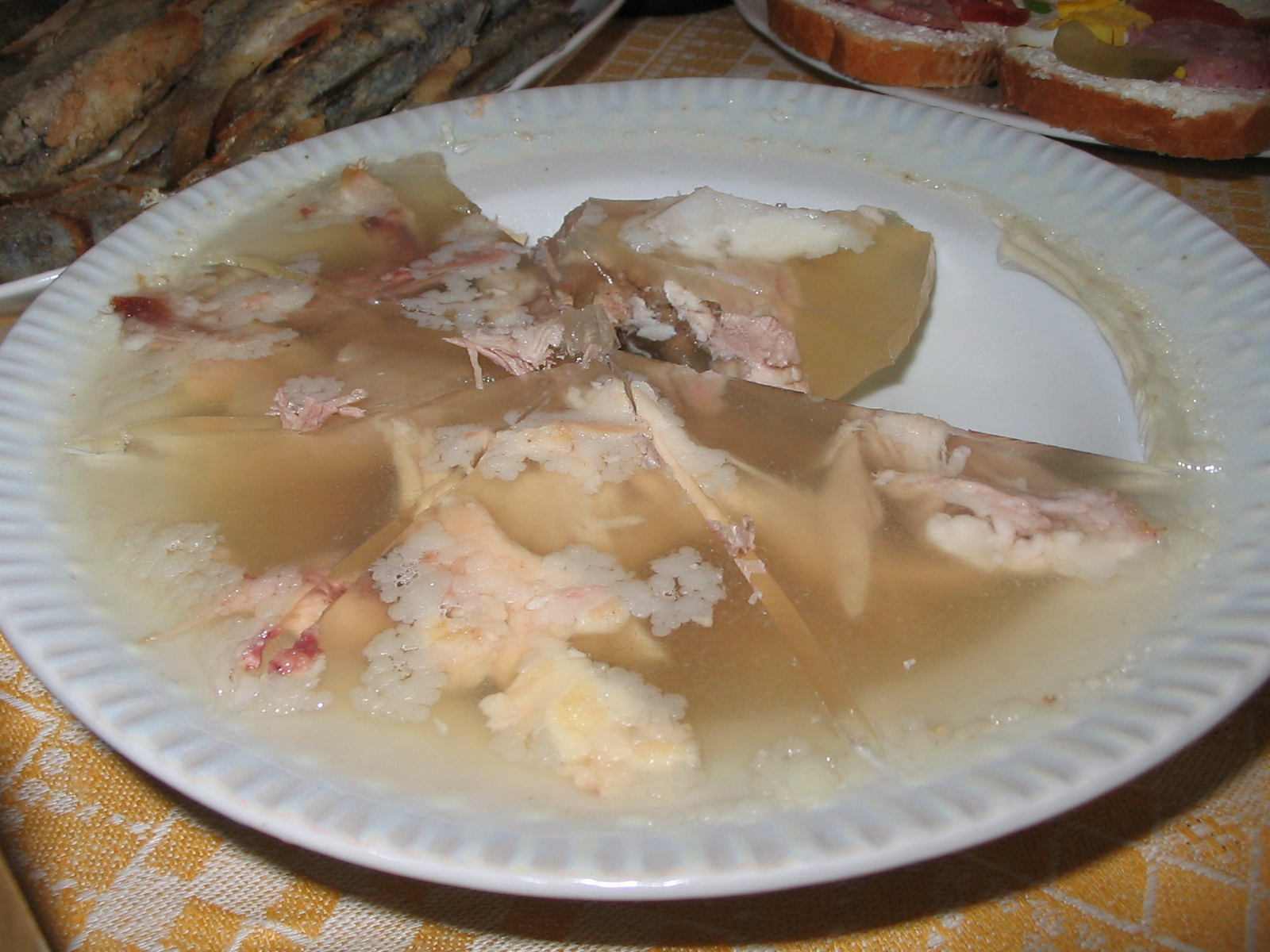
克羅德茨肉凍被切成圓錐形，擺在盤子上

- 烏克蘭紅腸（Kovbasa）：各種煙熏肉、絞肉、煮肉混合而成的香腸，呈現鮮艷的紅色，因為腸內有生肉，所以需要烤、煮或者切塊煎後才能能食用，也有牛肉、雞肉、大蒜、砂糖等口味。
- 煮肥背（Salo）：在烏克蘭被稱為“治愈之菜”，專門取豬背部的肥瘦，透過低溫烘乾而成，油脂豐富，可用於補充膠原蛋白等美容功效。
- 克羅德茨肉凍（Kholodets）：用豬肉或zalyvna ryba魚的湯放冷，凝結，最後壓縮成肉凍。在蘇聯時期是學生營養午餐的一種，在俄羅斯帝國時期是有錢人的蛋糕。
- 奧利維爾沙拉（Olivier）：又稱“俄國沙拉”，廣泛存在於東斯拉夫地區的菜，烏克蘭的版本由煮熟切小塊的馬鈴薯、蒔蘿泡菜、碎雞蛋、雞肉或火腿丁、洋蔥丁、豌豆組成，吃的時候需要淋上大量的蛋黃醬混合。在俄羅斯的版本則傾向使用鮭魚，無論是新鮮的還是罐頭的。
- 葡萄酒醃菜（Vinigret）：又是烏克蘭]俄羅斯和白羅斯共用的菜，最主要的特點是使用了紅酒醋，淋在煮熟切碎的甜菜、酸菜丁、土豆丁、胡蘿蔔丁上即可完成，如果想要高級一點的風味，有加葵花籽油、火腿捲和優酪乳。

### 腳註
1. ↑  . www.foodbycountry.com.   [2022-12-08]. （原始内容存档于2006-05-12）.
2. ↑  . ukrainetrek.com.   [2022-12-08]. （原始内容存档于2011-08-13）.
3. ↑  .   [2022-12-08]. （原始内容存档于2013-08-14）.
4. ↑  . InfoPlease.   [2022-12-08]. （原始内容存档于2017-08-20）.
5. ↑  "Cuisine – Flavors and Colors of Ukrainian Culture." （页面存档备份，存于） Ukraine.com （页面存档备份，存于）. Accessed July 2011.
6. ↑  "Ukraine National Food, Meals and Cookery." （页面存档备份，存于） Ukrainetrek.com （页面存档备份，存于）. Accessed July 2011.